# Kabaret Elita
Kabaret Elita – polski kabaret z Wrocławia.

## Historia kabaretu
Kabaret Elita został założony w 1969 roku przez studentów Wydziałów Elektrycznego i Elektroniki Politechniki Wrocławskiej, Jana Kaczmarka, Tadeusza Drozdę i Jerzego Skoczylasa oraz (niestudenta) późniejszego piosenkarza Romana Gerczaka.
Zespół dość wcześnie opuścili Drozda i Gerczak, za to na ich miejsce przyszli Leszek Niedzielski i Stanisław Szelc, którzy pozostali w składzie do dzisiaj (2020). Kierownikiem muzycznym i kompozytorem zespołu był zmarły 25 czerwca 2005 Włodzimierz Plaskota. Za swojego mistrza członkowie kabaretu uważają zmarłego w 1992 roku Andrzeja Waligórskiego.
14 listopada 2007 we Wrocławiu zmarł Jan Kaczmarek.
Kabaret początkowo występował na festiwalu studenckim FAMA, a w 1971 roku zdobył główną nagrodę na Festiwalu Piosenki Polskiej w Opolu. Od początku jest znany ze swoich piosenek („Kurna Chata”, „Hej, szable w dłoń”, „Do serca przytul psa”, „Nie odlecimy do ciepłych krajów”, „Czego się boisz głupia”, „Warto było czekać” i wielu innych). Od wczesnych lat 70. współpracuje z Programem III Polskiego Radia tworząc magazyny satyryczne, z których najbardziej znane jest „Studio 202” – wcześniej w ITR i IMA (Ilustrowany Tygodnik Rozrywkowy i Ilustrowany Magazyn Autorów – nadawane w piątkowe wieczory z powtórką w niedzielny poranek: „Magazynek Kabaretu Elita”) – (obecnie najstarsza audycja rozrywkowa w Polskim Radiu). Tytuł ten jest nazwą redakcji we wrocławskim oddziale Polskiego Radia, zatrudniającej grupę kabaretową i kierowanej wówczas przez Andrzeja Waligórskiego. Związał się on z zespołem na stałe jako autor wielu tekstów. Kabaret współtworzył również magazyn satyryczny „60 minut na godzinę” (w tym słuchowisko Rycerze).
Obecnie grupa występuje w kraju i za granicą na koncertach, bierze udział w programach telewizyjnych i kontynuuje działalność radiową. Grupa prowadziła program „Telepeerele” emitowany w Programie Drugim Telewizji Polskiej. Z udziałem członków kabaretu oraz Agnieszki Matysiak nakręcono również serial „Chłop i baba” (według pomysłu Stanisława Szelca) emitowany w TVP2.